# 神代村 (富山県)
神代村（こうじろむら）は、かつて富山県氷見郡にあった村。

## 沿革
- 1889年（明治22年）4月1日 - 町村制の施行により、射水郡神代村、堀田村、蒲田村、矢方村、耳浦村、中島新村の区域の一部及び古江新村の区域の一部の区域をもって、射水郡神代村が発足する。
- 1896年（明治29年）3月29日 - 郡制の施行のため、射水郡の区域から分立して、氷見郡が発足により、氷見郡に所属となる。
- 1954年（昭和29年）4月1日 - 氷見市に編入する。

## 歴代村長
出典→
1. 和泉善六（1889年5月 - 1903年6月）
2. 伊藤和一（1904年2月26日 - 1904年3月14日）
3. 林重則（1904年3月14日 - 1912年3月7日）
4. 中田次作（1912年9月17日 - 1917年10月10日）
5. 原田五次平（1917年11月12日 - 1919年2月17日）
6. 細川賢二（1919年2月27日 - 1920年4月1日）
7. 高倉伊平（1920年5月4日 - 1931年9月16日）
8. 林重則（1931年11月17日 - 1935年11月16日）
9. 杉村忠清（1935年11月17日 - 1939年11月16日）
10. 杉村忠清（1940年3月1日 - 1946年11月30日）
11. 中川又一郎（1947年4月10日 - 1948年7月10日）
12. 高嶋顕治（1948年8月11日 - 1952年8月9日）
13. 鞍本与三平（1952年8月10日 - 1954年3月31日）